# Oświata w Szwecji
Edukacja w Szwecji na poziomie podstawowym składa się z dziewięcioletniej, obowiązkowej szkoły podstawowej i trzyletniego, nieobowiązkowego gimnazjum.
Dzieci i młodzież podlegają obowiązkowi szkolnemu od 7. do 16. roku życia.
Od roku 1991 na życzenie rodziców dzieci mogą rozpoczynać obowiązek szkolny w wieku sześciu lat.
W 1992 roku przeprowadzona została reforma oświaty, wprowadzona w pełnym zakresie w roku szkolnym 1995/96.
Kształcenie odbywa się w formie trzyletnich programów edukacyjnych. Do dyspozycji jest 16 programów państwowych, z których 14 jest ukierunkowanych zawodowo, a dwa przygotowują uczniów do kształcenia uniwersyteckiego.

## Szkoła podstawowa
Szkoły podstawowe w Szwecji są wolne od opłat, podobnie jak materiały do nauki, posiłki i transport do szkoły.
Już w pierwszych latach szkolnych rozpoczyna się naukę języka angielskiego. Dodatkowy język obcy (język niemiecki, język francuski lub język hiszpański) dochodzi w późniejszym okresie.
Egzaminy sprawdzające w szkołach zawodowych przeprowadzane są w 9 klasie i są obowiązkowe.
Oceny pojawiają się dopiero w ósmym roku szkolnym i zorganizowane są w trzystopniowej skali (wystarczający, dobry i bardzo dobry).
Uczniowie, którzy nie osiągną w przedmiocie zawodowym wystarczającej oceny, nie są w nim oceniani.
Świadectwo ukończenia szkoły podstawowej daje możliwość kontynuowania nauki w gimnazjum.

## Gimnazjum
Około 98% uczniów kontynuuje swą naukę w bezpłatnym gimnazjum. Gimnazja oferują dwa programy kształcenia:
- teoretyczny – przygotowujący do dalszego kształcenia w szkole wyższej.
- praktyczny – ukierunkowany na zdobycie zawodu po ukończeniu gimnazjum.

Jednakże wszyscy uczniowie, którzy ukończą gimnazjum z powodzeniem, mają prawo do dalszego kształcenia na uniwersytecie.
Uczniowie otrzymują miesięczne wynagrodzenie w wysokości około 130 euro.

## Uniwersytety i szkoły wyższe
Kształcenie wyższe przeprowadzane jest w formie kursów. Szkoły wyższe i uniwersytety dają możliwość wyboru studentowi programu kształcenia. Istnieje sześć egzaminów akademickich:
- Studia dwuletnie: dyplom (högskoleexamen)
- Studia trzyletnie: Bachelor (kandidatexamen)
- Studia czteroletnie: Magister (magisterexamen),
- Studia pięcioletnie: Master (masterexamen).

Dodatkowo istnieje możliwość uzyskania licencjatu (licentiatsexamen) oraz doktoratu (doktorsexamen) po dodatkowym trzyletnim dokształcaniu.
Wszyscy studenci mają prawo do ubiegania się o stypendium, niezależnie od dochodu rodziców. Wnioski rozpatrywane są na podstawie indywidualnych przypadków, a pieniądze przyznawane są maksymalnie przez 240 tygodni kształcenia akademickiego.